# Gaston Mottet
Gaston Alfred Mottet (* 20. Oktober 1899 in Paris; † 12. September 1973 in Boulogne-Billancourt) war ein französischer Autorennfahrer.

## Karriere
Gaston Mottet war in den 1920er- und 1930er-Jahren als Sportwagenpilot aktiv und startete vor allem beim 24-Stunden-Rennen von Le Mans. Sein Debüt gab er 1925 als Partner von Lucien Erb in einem S.A.R.A. ATS. Das Duo beendete das Rennen an der 16. Stelle der Gesamtwertung. Bis 1933 ging er vier weitere Male bei diesem 24-Stunden-Rennen an den Start. Die beste Platzierung im Schlussklassement war der 15. Rang 1928. 
Neben seinem Antreten in Le Mans war Mottet auch beim 24-Stunden-Rennen von Spa-Francorchamps 1925 gemeldet, wo er gemeinsam mit Erb den 23. Gesamtrang erreichte.

## Statistik

### Le-Mans-Ergebnisse
| Jahr | Team                                                | Fahrzeug              | Teamkollege    | Platzierung     | Ausfallgrund |
| ---- | --------------------------------------------------- | --------------------- | -------------- | --------------- | ------------ |
| 1925 | S.A.R.A.                                            | S.A.R.A. ATS          | Lucien Erb     | Rang 16         |              |
| 1927 | Société des Applications à Refroidissements par Air | S.A.R.A. SP7          | Emile Maret    | disqualifiziert |              |
| 1928 | Société des Applications à Refroidissements par Air | S.A.R.A. SP7          | Gaston Duval   | Rang 15         |              |
| 1929 | Société des Applications à Refroidissements par Air | S.A.R.A. SP7          | Douglas Hawkes | Ausfall         | Motorschaden |
| 1933 | Société des Automobiles Charley                     | S.A.R.A. SP7 Spéciale | André Marandet | nicht klassiert |              |

### 24-St-Spa-Ergebnisse
| Jahr | Team                                              | Fahrzeug     | Teamkollege | Platzierung | Ausfallgrund |
| ---- | ------------------------------------------------- | ------------ | ----------- | ----------- | ------------ |
| 1925 | Société des Automobiles à Refroidissement par Air | S.A.R.A. ATS | Lucien Erb  | Rang 23     |              |